# Jean Blume
Jean David Herman Blume (Dour, 10 april 1915 - Brussel, 28 februari 1988) was een Belgisch redacteur, auteur en politicus voor de PCB.

## Levensloop
Blume was de zoon van de protestantse dominee David Blume en het socialistische parlementslid Isabelle Blume-Grégoire. Hij volgde middelbaar onderwijs in het Atheneum van Elsene en volgde een kandidatuur wetenschappen aan de ULB. Tijdens zijn universitaire studies raakte hij geïntrigeerd door het communisme en behoorde hij tot marxistische studentenkringen. In 1936 trad hij toe tot de communistische partij PCB en hetzelfde jaar werd hij door PCB-secretaris Xavier Relecom aangenomen als redacteur bij het communistische orgaan La Voix du Peuple, hetgeen hij bleef tot in 1939. Vanaf 1937 was Blume tevens een militant van de socialistisch-communistische verenigde Jonge Wacht. 
Na de ondertekening van het Molotov-Ribbentroppact tussen de Sovjet-Unie en Nazi-Duitsland in augustus 1939 en de uitbraak van de Tweede Wereldoorlog een maand nadien belandde de communistische partij in een totaal isolement en werd ze als staatsvijand beschouwd. Als gevolg hiervan werd La Voix de Peuple in november 1939 verboden, al ontfermde Blume zich wel over de publicatie van enkele illegale exemplaren van deze krant in Seraing. Na de uitbraak van de oorlog werd Blume tevens gemobiliseerd en na de Duitse inval in België in mei 1940 streed hij in het Belgisch leger. Na de capitulatie sloeg Blume op de vlucht en trok hij naar het zuidoosten van Frankrijk, alvorens hij in augustus 1940 terugkeerde naar België.
Om de kost te verdienen ging Blume na zijn terugkeer naar België aan de slag als verhuizer. Hij werd algauw actief in het verzet tegen de Duitse bezetter en in januari 1941 dook hij onder. Blume werkte mee aan de totstandkoming van het clandestiene communistische blad Le Drapeau Rouge en was ook betrokken bij de oprichting van het Rassemblement National de la Jeunesse, ondergeschikt aan het Onafhankelijkheidsfront, de communistische verzetsbeweging. Blume was een van de leiders van het RNJ en was ook redacteur bij Jeunesse Nouvelle en Vers L'Avenir, de organen van deze beweging. 
De Gestapo arresteerde hem op 19 januari 1943 en hij werd opgesloten in Breendonk. In mei 1944 werd hij, met vele anderen, naar Buchenwald gevoerd. Onder zijn gezellen, heel wat communisten en socialisten: Henri Glineur, René Beelen, Jacques Grippa, Bert Van Hoorick, Georges Hebbelinck en Alphonse Tytgat. Ze werden bevrijd op 11 april 1945. 
Na de bevrijding was Blume van 1945 tot 1949 redacteur van Le Drapeau Rouge en werd hij in 1946 secretaris van de Brusselse federatie van de PCB, een functie die hij uitoefende tot in 1981. Bij de verkiezingen van februari 1946 stond hij op de tweede plaats van de Kamerlijst in het arrondissement Namen, maar hij werd niet verkozen. Na de zware nederlaag van de communisten bij de verkiezingen van 1949 werd Blume afgedankt bij Le Drapeau Rouge. Hij was vervolgens tot in 1955 klerk op het Ministerie van de Wederopbouw, alwaar hij actief was in de socialistische vakbond CGSP.
Blume bleef evenwel actief binnen de PCB. In 1951 werd hij lid van het Centraal Comité, in 1955 werd hij lid van het politiek bureau en bestendig secretaris van de PCB en in 1957 werd hij lid van het nationaal secretariaat. Daarenboven was hij van 1960 tot 1966 directeur van Le Drapeau Rouge.  Bij de verkiezingen van maart 1961 werd hij verkozen tot volksvertegenwoordiger voor het arrondissement Brussel, maar al op 17 april van datzelfde jaar nam hij ontslag ten voordele van Gaston Moulin. In 1982 nam hij om gezondheidsredenen ontslag uit zijn leidinggevende functies bij de PCB.
Daarenboven was Blume van 1977 tot 1982 gemeenteraadslid van Anderlecht. Bij de gemeenteraadsverkiezingen van oktober 1982 werd hij niet meer verkozen.